# Gherardo Ghirardini
Gherardo Ghirardini (Badia Polesine, 13 luglio 1854 – Bologna, 10 giugno 1920) è stato un archeologo italiano.

## Biografia

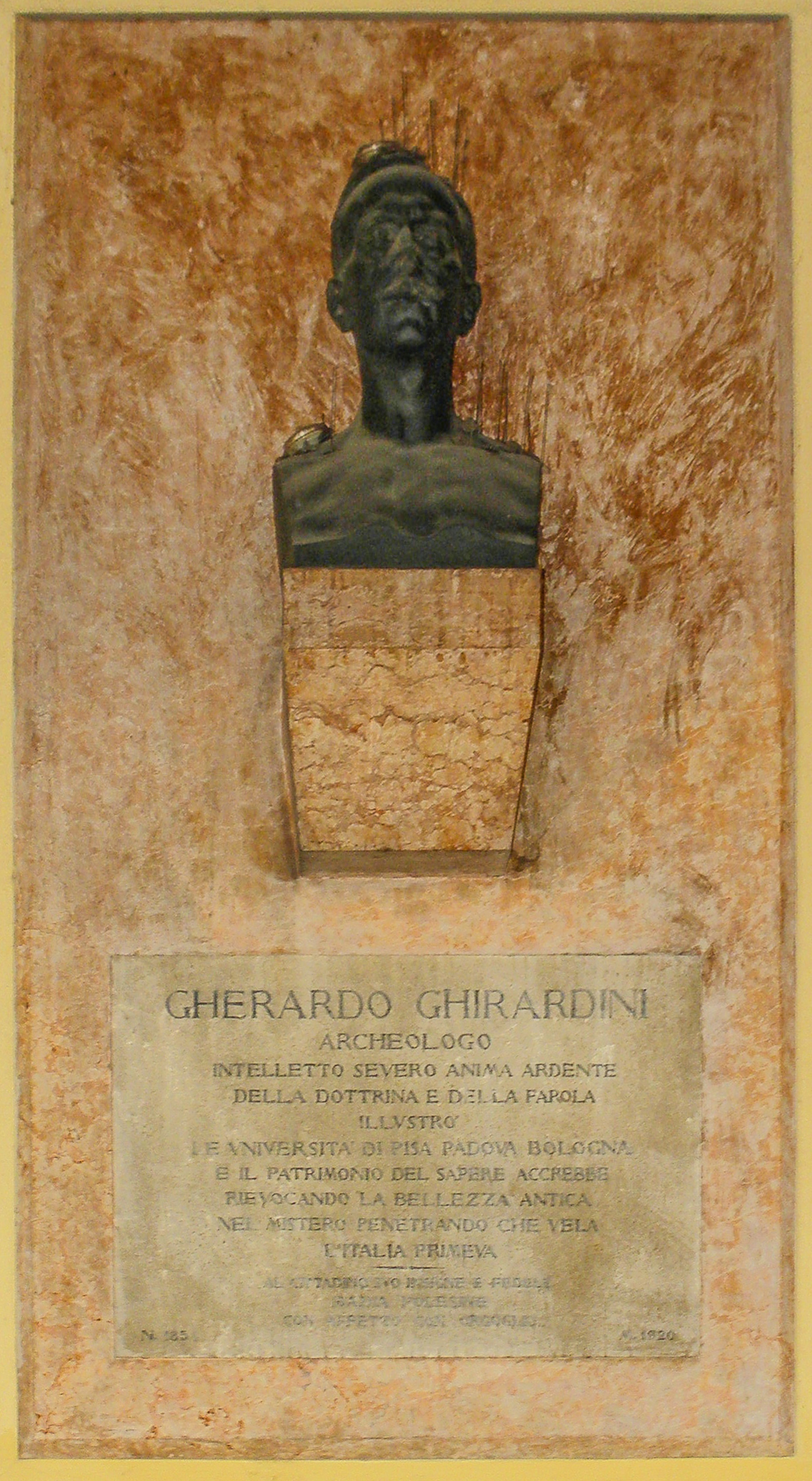
Il monumento commemorativo sito nel porticato del Palazzo del Comune a Badia Polesine.

Gherardo Ghirardini nacque a Badia Polesine il 13 luglio 1854. Nel 1877 si laureò presso la Facoltà di Lettere dell'Università di Bologna con una tesi intitolata Della visione di Dante nel Paradiso Terrestre, pubblicata l'anno seguente. Relatore della tesi fu Giosuè Carducci.
Durante la frequentazione dell'università, Gherardo Ghirardini maturò il suo interesse per l'archeologia, soprattutto grazie all'incontro con Edoardo Brizio.
Nel 1878 conseguì una borsa di studio triennale presso la Scuola Italiana di Archeologia.  Nel 1880 fu nominato Ispettore presso la Galleria degli Uffizi di Firenze. Fu professore di archeologia presso l'Università di Pisa dal 1885 al 1899 e presso l'Università di Padova dal 1899 al 1907, dove fu nominato anche Soprintendente alle Antichità del Veneto.
Alla morte di Edoardo Brizio, nel 1907, fu nominato direttore del Museo Civico di Bologna, Soprintendente alle Antichità dell'Emilia e professore di Archeologia presso l'Università della città. Ricoprì queste cariche fino alla morte, avvenuta nel 1920. Fu sepolto nella sua cittadina natale.
Ghirardini è noto per i suoi studi sulla civiltà villanoviana e sugli antichi insediamenti archeologici in Veneto, in particolare nel territorio di Este. Per i suoi meriti scientifici, fu nominato socio nazionale dell'Accademia dei Lincei, presidente della Deputazione di Storia Patria per le Province di Romagna, membro ordinario dell'Istituto Archeologico Germanico, membro effettivo dell'Accademia delle Scienze.
L'Istituto italiano di preistoria e protostoria gli dedica ogni anno una borsa di studio. Nella sua città natale, Badia Polesine, gli è stato dedicato un busto bronzeo nella Loggia del Municipio, realizzato nel 1928 da Gino Vascon, e presso la locale scuola media, mentre il Museo Civico Archeologico di Bologna ospita una targa in sua memoria.

## Opere
- Della visione di Dante nel Paradiso Terrestre, Bologna, 1878
- Nuovi vasi scoperti a Bologna, 1878
- "Le rappresentanze dell'apoteosi d'Eracle", in Rivista di filologia e di istruzione classica IX (1881), pp. 13–73.
- La necropoli antichissima di Corneto-Tarquinia, Roma 1882.
- La situla italica primitiva, studiata specialmente in Este, Vol. I, Roma 1893.
- La necropoli primitiva di Volterra (Monumenti Antichi pubblicati per cura della Regia Accademia dei Lincei, VIII), Roma 1898.
- La situla italica primitiva, studiata specialmente in Este, Voll. II-III, Roma 1900.
- I veneti prima della storia, Padova 1901.